# Весела Лулова Цалова
Весела Лулова Цалова е българска писателка, преводачка и журналистка.

## Биография
Родена е на 9 април 1966 г. През 1989 г. завършва педагогика, а през 1993 г. и журналистика в Софийския университет „Св. Климент Охридски“. И по двете специалности има образователна степен – магистър. Притежава Сертификат, ниво С2 по Италиански език и култура, издаден от университет „Ла Сапиенца“ – Рим, Министерство на Външните работи на Италия и Комитет „Данте Алигиери“. Сътрудничи на вестниците „Български писател“ и „Литературен форум“. Публикувала е и са публикувани рецензии за книгите ѝ и във вестник „Литературен форум“, „Словото днес“,”Новият пулс” и др. Работи като журналист на свободна практика в национални всекидневници и списания, а от 2002 г. започва активно да превежда поезия, драматургия, художествена и публицистична литература. Интервюира италианския писател Мауро Корона и актьора Бруно Дзанин, пресъздал една от главните роли във филма „Амаркорд“ на Федерико Фелини. Членувала е в Кабинета на младия писател "Димчо Дебелянов" към ЦСДК и Комитет "Данте Алигиери".
За кратко е член и на Съюза на преводачите в България, Съюза на българските писатели, Съюза на българските журналисти. Оттегля членството си по собствено желание заради несъгласие с провежданите от тях политики. 

## Творчество
Включена е като чуждестранен автор в Antologia poetica di Segreti di Pulcinella (2003-2005), изд. Giulio Perone editore, Roma, 2005, както и в сборника Poesie dal mare, изд. Giulio Perone editore, Roma, 2010 – Италия.
Включена е като автор в сборника с есета Maternità possibili, изд. „Скалино“, С., 2011 и в „Антология на българската поезия – ХХІ век“, ИК „Световете“, С., 2015 – България.
Автор е на книгите:
- „Несретни стенания“[7], поезия, (ИК „Славяни“, София, 2005), редактор Гриша Трифонов, рецензент Масимо Ачаи, поет и писател от Италия;
- „Греховност“, роман, (ИК „Славяни“, София, 2006).[1] Достига до 2 кръг от конкурса „Български роман на годината“ за наградата „ВИК“ за романи от български автори издадени през 2006 г.)
- „Дъщерите на женомразеца“, роман, (Изд. „МВИЛ Агенция“, София, 2015)[8]

Съставител и съавтор на „Полуострови“ – Антология Съвременна европейска поезия (Изд. „МВИЛ Агенция“, София, 2016)
Награди:
Отличие за стихотворението „Отдаденост“ на XV Международен фестивал „Мелнишки вечери на поезията“.
Почетна грамота за работата си като чуждестранен преводач и журналист от Леонардо Галенда, кмет на община Вигоново, Венеция (Италия).
За нея са писали италианските всекидневници „Il gazzettino” и „Il mattino di Padova”.
Някои от стихотворенията ѝ са преведени на украински език от поетесата Тетяна Винник и публикувани в литературното списание „Золота ПЕКТОРАЛЬ“.
Превежда от италиански на български език книгите:
- „Свободна воля“, поезия от Марко Бадзато; (ИК „Славяни“, С., 2003)
- „Полето на грънчаря, Мат.27:7, Поеми за любовта и смъртта“ от Марко Бадзато, (ИК „Славяни“, С.2004)
- „Тиранинът“, исторически роман от Валерио Масимо Манфреди, (ИК"ЕРА", С., 2005)
- „Проектът „Емаус““, роман от Марко Бадзато; (ИК „Славяни“, С., 2006)
- „Империята на драконите“, исторически роман от Валерио Масимо Манфреди; (ИК „ЕРА“, С., 2006)
- „ЕРОС-Заклевам се“[11], биографична книга за Ерос Рамацоти от Лука Бианкини; (ИК „СИЕЛА“, С., 2006)
- „Закуска в полунощ“, роман от Звева Казати Модиняни; (ИК „ЕРА“, С., 2006)
- „Приключенията на Пинокио“, роман за деца от Карло Колоди; (ИК „Труд“, С., 2007)
- „Кастата“, публицистика от Джан Антонио Стела и Серджо Рицо; (ИК „Сиела“, С., 2008)
- „Истината за Али Агджа“, публицистика от Анна Мария Тури, (ИК „МаК“, С., 2008)
- „Камасутра“, превод от италианско издание на оригинала, (ИК „Труд“, С., 2008)
- „Цигулките от улица „Нерудова“, роман от Доменико Лиото;(Изд. „Ерго“, С., 2010)
- „Неясни далечини“, поезия от Франческо Капалдо.[1] (Изд. „Български писател“, С.,2013)
- „УНИКА. Пламъка на живота“, роман от Е.И.Алибис, (Изд. „Ентусиаст“, С., 2011)
- „Пази се от кучето (Cave canem)“, исторически роман от Данила Комастри Монтанари, (ИК „Труд“, С., 2012)
- „Обречените да умрат те поздравяват“, исторически роман от Данила Комастри Монтанари, (ИК „Труд“, С., 2013)
- „Вратата на времето“, приключенски роман от поредицата „Юлисес Мур“ от Пиердоменико Бакаларио, (Изд. „Егмонт България“, С.,2013)
- „Остави на мира умрелия“, исторически роман от Данила Комастри Монтанари, (ИК „Труд“, С., 2013)
- „Дюкянът на забравените карти“, приключенски роман от поредицата „Юлисес Мур“ от Пиердоменико Бакаларио, (Изд. „Егмонт България“, С., 2013)
- „Формата на водата“, роман от Андреа Камилери, (Изд. „Книгопис“, С., 2013)
- „Как се пише дипломна работа“ от Умберто Еко, (ИК „Труд“, С., 2013)
- „Теракотеното куче“, роман от Андреа Камилери, (Изд. „Книгопис“, С., 2013)
- „Къщата на огледалата“, приключенски роман от поредицата „Юлисес Мур“ от Пиердоменико Бакаларио, (Изд. „Егмонт България“, С., 2013)
- „Крадецът на закуски“, роман от Андреа Камилери, (Изд. „Книгопис“, С., 2013)
- „Островът на маските“, приключенски роман от поредицата „Юлисес Мур“ от Пиердоменико Бакаларио, (Изд. „Егмонт България“, С., 2014)
- „Каменните пазачи“, приключенски роман от поредицата „Юлисес Мур“ от Пиердоменико Бакаларио, (Изд. „Егмонт България“, С., 2014)
- „Гласът на цигулката“[12], роман от Андреа Камилери, (Изд, „Книгопис“, С., 2014)
- „Екскурзия в Тиндари“, роман от Андреа Камилери, (Издателство „Книгопис“, С., 2014)
- „Първият ключ“, приключенски роман от поредицата „Юлисес Мур“ от Пиердоменико Бакаларио, (Изд. „Егмонт България“, С., 2014)
- „Мисията на последния пазител“, фентъзи от поредицата „Вълшебните земи на Мидендхил“ от Давиде Симон Мадзоли, (Изд. „Егмонт България“, С., 2014)
- „Двойният мъртвец“, роман от Андреа Камилери, (Издателство „Книгопис“, С., 2014)
- „Търпението на паяка“, роман от Андреа Камилери, (Издателство „Книгопис“, С., 2015)
- „Лукреция Борджия“, роман от Дарио Фо, (ИК „Бард“, С., 2015)
- „Надеждата умира последна“, роман от Данила Комастри Монтанари, (ИК”Труд“, С., 2015)
- „Довиждане, любов моя, сбогом“, роман от Масимо Карлото (ИК „Матком“, С., 2016)
- „Книгата на ангела“, роман от Алфредо Колито (ИК „Матком“, С., 2016)
- „Спиране на дишането“, роман от Лоренцо Амури (ИК „Персей“, С., 2017)
- „Любовта е „целувка на дама““, роман от Елизабета Флумери и Габриела Джакомети (ИК „Егмонт България“, С., 2017)
- „Броят на живите“, поезия от Масимо Джеци (ИК „Матком“, С., 2018)
- „И Бабукар водеше колоната“, роман от Джовани Додзини (ИК „Персей“, С., 2022)
- „Три живота в една съдба“, мемоарна книга от Мария Киселова – Ромерса, превод на основната версия на спомените от италиански и бележки (Изд. „Фабер“, ВТ., 2023)
- „Сърце“, роман за деца от Едмондо де Амичис (ИК”Труд“, С., 2023)
- „Апокрифният живот на Франциск от Асизи“, роман от Масимилиано Фели (ИК „Персей“, С., 2024)

Превежда в съавторство с Марко Бадзато от български на италиански език някои от стихотворенията на поета Иван Докузов, с които той участва в поетичния конкурс „Алдо Моро“ в Лече, Италия, стихосбирката „Звезди и плевели“ на поетесата Светла Георгиева, отделни стихотворения на поетите Керана Ангелова, Живка Балтаджиева, Тодор Каракашев (Втора награда – Поетичен конкурс – Италия), Мона Чобан, Ивелина Никова, Диана Ефтимова, Христина Борисова, Михаил Григоров, Ивайло Диманов, (Първа награда, категория „Чуждестранни автори“ в Международния конкурс за афоризми „Torino in sintesi”), Божидар Пангелов, Павлина Павлова, Таня Попова, Станка Бонева, проза от Романьола Мирославова, (Специална награда – Лече, Италия), Павлина Павлова, афоризми от Славимир Генчев, Димитър Христов и др. Превела е също: сценариите: „Книга на мълчанието“ и „Имало едно време... Този път в България“ от Христо Ганев за филми на режисьора проф. Анри Кулев, както и сценария за филма на Иван Ничев Rangers in reserve. Превела е романа „Ъпдейт“ от Асен Сираков, (ИК „Атеа“, С., 2017), разкази от проф. Златимир Коларов и др.
В неин превод от италиански на български е стихотворението на Лучано Тараско „Изгубени очаквания“, което на IV международен конкурс „Лирични гласове“ в София става носител на специалната награда в раздел „Чуждестранни автори“.
От 2005 до 2013 година участва като литературен преводач във всички Световни срещи на писателите, организирани от СБП в София, Варна, Велико Търново и в Срещата на балканските писатели в град Кърджали.